# Phare de la rivière Pasig
L'ancien phare de la rivière Pasig fut le premier phare des Philippines mis en service en 1642. La première tour fut érigée en 1846 sur la jetée nord à l'embouchure de la rivière Pasig, à San Nicolas, un quartier de Manille. Il marquait l'entrée de la rivière pour les navires de croisière de la baie de Manille accostant dans le port intérieur de Manille qui était alors situé le long des rives de la rivière Pasig à Binondo et Intramuros, deux autres quartiers de Manille.
Le premier phare, connu localement sous le nom de Farola (« phare » en espagnol), était l'un des monuments les plus remarquables du port de Manille depuis sa construction jusqu'au début du XXe siècle. La construction et la remise en état du nouveau port de Manille le long de la baie de Manille, au sud du phare, fit qu'il fut démoli en 1992
Il a été remplacé par un phare plus moderne à 1.5 km plus en amont de l'embouchure actuelle de la rivière.

## Histoire
La première tour cylindrique de 15 m était une tour circulaire de pierre de cinq étages comprenant lune galerie et la salle de la lanterne. Sa caractéristique unique de ce phare était son architecture en quatre niveaux de quatre diamètres différents. La galerie et la lanterne étaient centrées au-dessus du quatrième niveau. Derrière la tour se trouvait la maison des gardiens de phare également en maçonnerie.
La tour blanche avait une hauteur focale effective de 16 m au-dessus du niveau de la mer et était située à l'extrémité de la jetée nord à l'embouchure de la rivière Pasig. Sa lumière originale était une lumière blanche fixe visible sur 10 milles nautiques (environ 16 km).
Le 20 septembre 1870, l'appareil optique d'origine du phare a été remplacé par un nouveau feu rouge fixe avec une visibilité plus courte en raison de sa couleur (9 milles nautiques (environ 14 km), mais plus facilement distinguable des autres lumières de la ville que l'ancien feu blanc.
Ce phare historique de la période  coloniale espagnole a été démoli en 1992 pour des raisons inconnues, sans tenir compte de son importance historique.

## Phare actuel
La tour de remplacement est faite de béton armé et construite sur les fondations de la vieille tour. La tour actuelle est une structure conique en béton gris non peinte avec un plan focal de 13 m au-dessus de l'eau et une hauteur de tour de 14 m, légèrement plus courte que l'ancienne tour.
La station actuelle ne remplit pas sa fonction initiale car la lumière est maintenant occultée par le port de Manille. La Philippine Coast Guard de Manille est située à côté du phare.
Identifiant : ARLHS : PHI-095 ; PCG-.... - Amirauté : F2669 - NGA : 14324.
|                |
| L'ancien phare |

|                                       |
| Localisation de San Nicolas (Manille) |

### Lien connexe
- Liste des phares aux Philippines